# تاكومي موريكاوا
تاكومي موريكاوا (باليابانية: 森川 拓巳) (مواليد 11 يوليو 1977)، هو لاعب كرة قدم ياباني سابق كان يلعب كمدافع.

## وصلات خارجية
- تاكومي موريكاوا على موقع رابطة كرة القدم اليابانية للمحترفين (اليابانية)
- تاكومي موريكاوا على موقع قاعدة بيانات كرة القدم.إي يو (الإنجليزية)
- تاكومي موريكاوا على موقع عالم كرة القدم.نت (الإنجليزية)